# Jelena Serova
Jelena Olegovna Serova (Russisch: Елена Олеговна Серова) (Oessoeriejsk, 22 april 1976) is een Russisch voormalig ruimtevaarder. Serova’s eerste en enige ruimtevlucht was Sojoez TMA-14M en vond plaats op 25 september 2014. De Sojoez vervoerde drie bemanningsleden voor ISS-Expeditie 41.
Ze was de eerste Russische vrouw die meevloog aan boord van het Internationaal ruimtestation ISS. In 2016 ging zij als astronaut met pensioen. Serova werd afgevaardigde van de Staatsdoema, het lagerhuis van de Russische Federatie, namens de partij Verenigd Rusland.